# Тальнівський цукровий завод
Тальнівський цукровий завод — підприємство харчової промисловості в місті Тальне Черкаської області.

## Історія

### 1849 - 1917
Цукровий завод у селищі Тальне Уманського повіту Київської губернії Російської імперії побудований графом П. Шуваловим у 1849 році.
У наступні десятиліття обсяги виробництва та чисельність робітників на заводі збільшувалася, в 1885 році на заводі працювало 270 осіб.
Після будівництва тут на початку 1890х років залізничної лінії Христинівка - Цвіткове (рух на якій розпочався в 1891 році) ринки збуту цукру збільшилися. У 1898 році завод виробив 250 207 пудів цукру.
У ході першої російської революції в травні 1907 року робітники цукрового заводу підтримали страйк робітників і ремісників сільськогосподарських майстерень, які виступили з вимогами підвищення зарплати, поліпшення умов праці і скорочення тривалості робочого дня в суботу, в результаті страйк завершилася перемогою робітників.
У травні 1917 року в Тальному створено волосну Раду робочих, селянських і солдатських депутатів, за рішенням якого на підприємствах введено 8-годинний робочий день і встановлений мінімальний рівень заробітної плати.

### 1918 - 1991
У лютому 1918 року представництво Тимчасового уряду в Тальному ліквідовано і проголошена радянська влада, із робітників цукрового заводу створений загін, який взяв під охорону підприємство, проте вже в березні 1918 року Тальне окупували австрійсько-німецькі війська, які залишалися тут до листопада 1918 року. Надалі, до кінця 1920 року Тальне залишалося у зоні бойових дій громадянської війни.
Навесні 1921 року для забезпечення цукровим буряком Тальнівського та Майданецького цукрових заводів у Тальному створений Тальнівський радгосп, якому виділили 40 десятин землі. Восени 1922 року відновлений Тальнівський цукровий завод відновив роботу, до кінця року він справив 140,5 тис. пудів цукру-піску.
Згідно з першим планом розвитку народного господарства СРСР виробнича потужність заводу  збільшена і до підприємства підведена залізнична гілка від станції Тальне.
Під час Другої світової війни з 29 липня 1941 до 9 березня 1944 року місто перебувало під німецькою окупацією, перед відступом німецькі війська зруйнували цукровий завод.
Після війни цукровий завод відновлено, також у Тальному побудований заводський клуб цукрового заводу.
Згідно з семирічним планом розвитку народного господарства (1959-1965) Тальнівський цукровий завод реконструйований і перетворений у Тальнівський цукровий комбінат.
У сезон цукроваріння 1970/1971 року комбінат виробив 400,9 тис. центнерів цукру-піску, при цьому виробничі потужності підприємства переробляли 2 тис. тонн коренеплодів цукрових буряків на добу.
В цілому, в радянський час цукровий комбінат входив в число провідних підприємств міста, в 1991 році був одним з найбільших серед 24 цукрових заводів на території Черкаської області.

### Після 1991
Після проголошення незалежності України комбінат перейшов у відання Державного комітету харчової промисловості України.
У липні 1995 року Кабінет Міністрів України затвердив рішення про приватизацію Тальнівського цукрового комбінату. Надалі, державне підприємство перетворено у відкрите акціонерне товариство і перейменовано в Тальнівський цукровий завод.
У 2005 році завод перейшов у власність компанії ТОВ «СЕВ АГРО». У грудні 2010 року завод купила компанія ТОВ "Панда".
З 2013 року Тальнівський цукровий завод є одним з двох діючих цукрових заводів на території Черкаської області.
У 2015 році завод не функціонував, але в подальшому відновив роботу.